# Teoria fundamentada
A teoria fundamentada é um processo de pesquisa relativamente recente com algumas semelhanças com a pesquisa-ação, sendo adequada, principalmente, para fins de dissertações de mestrado ou teses de doutorado.
Conhecida como "pesquisa da teoria fundamentada", "teoria fundamentada", "teoria fundamentada em dados" ou, pelo termo em inglês, "grounded theory", surgiu em 1967, sendo proposta por Barney Glaser e Anselm Strauss em seu livro The discovery of grounded theory, que se baseia principalmente no interacionismo simbólico. Com o tempo, outros autores a desenvolveram em diversas direções. A ideia básica da pesquisa da teoria fundamentada é que as proposições teóricas surgem dos dados obtidos na pesquisa, mais do que dos estudos anteriores. É o procedimento que gera o entendimento de um fenômeno.
Para Creswell, existem várias características importantes da teoria fundamentada que podem ser incorporadas a um estudo de pesquisa:
1. O pesquisador focaliza um "processo" ou uma "ação" que tem passos ou fases distintas que ocorrem ao longo do tempo. Assim, um estudo de teoria fundamentada possui movimento ou alguma ação que o pesquisador está tentando explicar.
2. O pesquisador também procura desenvolver uma teoria desse processo ou ação. Existem muitas definições de uma teoria disponíveis na literatura, mas em geral uma teoria é uma explicação de alguma coisa ou uma compreensão que o pesquisador desenvolve. Essa explicação, ou esse entendimento, é uma reunião, em teoria fundamentada, de categorias teóricas que são organizadas para mostrar como a teoria funciona.
3. Os lembretes se tornam parte do desenvolvimento da teoria quando o pesquisador anota ideias à medida que os dados são coletados e analisados. Nesses lembretes, as ideias tentam formular o processo que está sendo visto pelo pesquisador e esquematizar o fluxo deste processo.
4. A forma primária da coleta de dados é em geral a entrevista em que o pesquisador está constantemente comparando dados provenientes dos participantes com ideias sobre a teoria emergente. O processo consiste em circular entre os participantes, reunindo novas entrevistas e então retornando à teoria em desenvolvimento para preencher as lacunas e estudar como ela funciona.
5. A análise dos dados pode ser estruturada e seguir o padrão de desenvolvimento de categorias abertas, selecionando uma categoria para ser o foco da teoria e depois detalhando categorias adicionais (codificação axial) para formar um modelo teórico. A intersecção das categorias se transforma na teoria (chamada codificação seletiva). Essa categoria pode ser apresentada como um diagrama, como proposições (ou hipóteses) ou como uma discussão. A análise dos dados também pode ser menos estruturada e baseada no desenvolvimento de uma teoria, unindo as peças dos significados implícitos sobre uma categoria.